# 檔案管理器
文件管理器，又稱文件瀏覽器，是一種提供使用者介面來操作檔案系統的軟體。多數常用操作針對檔案或檔案群組，這些操作主要有創建、打開（例如瀏覽、播放、編輯、列印等）、更名、移動或複製、刪除、搜索，以及修改檔案屬性、設定和權限。資料夾和檔案可能用檔案樹呈現。有些檔案管理器受到網路瀏覽器的啟發，出現像前進和後退這些導航按鈕。
有些檔案管理器經由協議（諸如FTP、NFS、SMB、WebDAV等）可提供網路連接。經由允許使用者瀏覽檔案伺服器（像對本地檔案系統一樣地連接並訪問伺服器檔案系統）或向檔案伺服器協議提供它自己的全部客戶端實現，就可以實現如上所述標的。

## 目錄編輯器
在檔案管理器這個術語之前，有「目錄編輯器」這個說法。首個目錄編輯器——DIRED——大約於1974年，由斯坦福大學人工智能實驗室的Stan Kugell發明。